# Bungalow Bridge

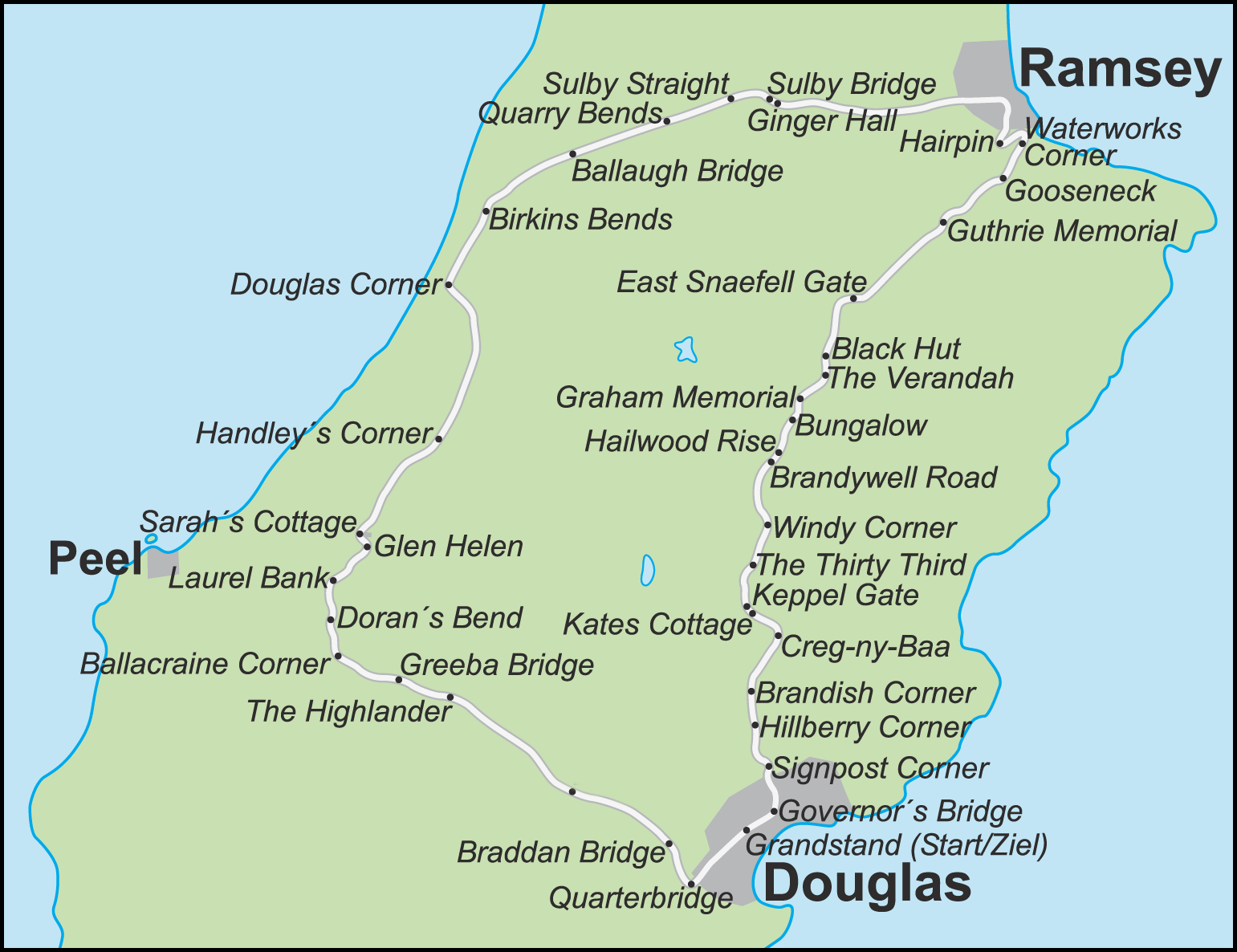
Bungalow Bridge (Les Graham Memorial) ligt in het oosten van het Eiland Man, ongeveer 700 meter ten noorden van Bungalow

Bungalow Bridge of Les Graham Memorial Shelter (voorheen: Shepherds Hut) is een markant punt in de Snaefell Mountain Course, het stratencircuit dat wordt gebruikt voor de Isle of Man TT en de Manx Grand Prix. Het ligt langs de A18 Mountain Road tussen Ramsey en Douglas in de civil parish Lonan.
In het circuit ligt Bungalow Bridge tussen de 30e en de 31e mijlpaal en het maakte al deel uit van de Highroads Course en de Four Inch Course die gebruikt werden voor de Gordon Bennett Trial en de RAC Tourist Trophy van 1904 tot 1922. Het gebied wordt gedomineerd door de 621 meter hoge berg Snaefell. De naam “Bungalow” stamt van het Bungalow Hotel dat bij Bungalow gebouwd werd door de Isle of Man Tramway and Electric Power Co. als onderdeel van de Snaefell Mountain Railway.
In de winter van 1970/1971 werd de weg bij Verandah tot aan Bungalow Bridge verbreed door delen van het talud weg te halen.

## Stonebridge en Les Graham Memorial Shelter
Van oudsher was de naam van de brug Stonebridge, naar de brug die hier ligt over de dooiwaterstroom die van de berg snaefell af komt en bij Laxey de Ierse Zee in stroomt. Sinds de bouw van het Bungalow Hotel heet ze Bungalow Bridge. Bij Bungalow Bridge werd in 1955 de Les Graham Memorial Shelter gebouwd. Dit gebouw, in de stijl van een alpinehut met dubbel puntdak en de bocht wordt sindsdien meestal "Les Graham Memorial" genoemd. De coureur Les Graham had een dodelijk ongeluk tijdens de Senior TT van 1953 bij Bray Hill.

## McIntyre Box
Bob McIntyre verongelukte in 1962 bij een race op Oulton Park. Bob had vaak gezegd dat hij vond dat de marshals hun werk op de Mountain Section onder zware omstandigheden moesten doen. Daarom werd ter nagedachtenis aan Bob McIntyre een kleine houten shelter geplaatst die de naam McIntyre Box kreeg. De shelter werd na de races verwijderd en opgeslagen om steeds weer opnieuw geplaatst te worden, maar hij was na een tijdje zodanig versleten dat hij onbruikbaar was geworden.

## Bungalow Bends
De drie bochten na Bungalow Bridge hebben geen echte naam, maar sommigen noemen ze logischerwijs Bungalow Bends. Er wordt weleens naar verwezen als "Verandah in Miniature" omdat zowel de omgeving (Laxey Valley links en Snaefell rechts) als de bochten zelf lijken op Verandah. Het is zelfs mogelijk de bochten, net als die bij de Verandah, als één bocht te nemen.

## Gebeurtenissen bij Bungalow Bridge
- Op 18 augustus 1997 verongelukte Pamela Cannell met een 250 cc Yamaha tijdens de training voor de Manx Grand Prix.

## Trivia
- Graham Walker reed in 1920 een schaap aan net voorbij Bungalow Bridge. Hij hield er naar eigen zeggen een blauw oog en een levenslange hekel aan schapenvlees aan over.
- Sven Olaf "Esso" Gunnarsson kwam in 1963 bij Bungalow Bridge tot de ontdekking dat de weg vol met olie lag. Hij gleed een heel eind over het asfalt. In deze tijd van open helmen leverde het hem 36 hechtingen in zijn gezicht op. De volgende dag werd hij desondanks 14e in de Senior TT.

(Markante punten in cursief zijn onofficiële punten of worden alleen gebruikt binnen Marshal Sectors)
1e mijl:
TT Grandstand ·
Nobles Park ·
St Ninian's Crossroads ·
Bray Hill ·
Ago's Leap ·
Quarterbridge Road ·
1st Milestone ·
2e mijl:
Wal Handley Memorial Seat ·
Quarterbridge ·
Port-y-Chee Meadow ·
Braddan Bridge ·
Jubilee Oak ·
Braddan Bridge House ·
Braddan Depot ·
Snugborough (Cronk Dhoo) ·
2nd Milestone ·
3e mijl:
Union Mills (Mullen Dhoo, Mwyllin Dhoo Aah, Mullin Doway) ·
Railway Inn ·
Ballahutchin Hill (Elm Bank Hill) ·
3rd Milestone ·
4e mijl:
Ballafreer ·
Glenlough ·
Ballagarey Corner ·
Glen Vine (Glen Darragh) ·
Ballabeg ·
4th Milestone ·
5e mijl:
Crosby ·
Crosby Left (Vicarage Corner) ·
Crosby Cross-Roads ·
5th Milestone ·
6e mijl:
Crosby Hill (Ballaglonney Hill of Halfway Hill) ·
Halfway House (The Waggon & Horses) ·
St Trinian's ·
The Highlander ·
Greeba Verandah ·
Pear Tree Cottage ·
Greeba Castle ·
6th Milestone ·
7e mijl:
Appledene (Shimmin's Corner) ·
Central Valley (Greeba Gap) ·
Greeba Bridge ·
The Hawthorn ·
Knock Breck ·
Gorse Lea ·
7th Milestone ·
8e mijl:
Ballagarraghyn ·
Ballacraine ·
Ballaspur ·
Ballig ·
8th Milestone ·
9e mijl:
Ballig Bridge ·
Doran's Bend ·
Laurel Bank ·
9th Milestone ·
10e mijl
Glen Moar Mill ·
Black Dub ·
Quarter-Distance Marker ·
The Vaish ·
Glen Helen (Glen Rhenass) ·
Sarah's Cottage ·
Creg Willey's Hill ·
10th Milestone ·
11e mijl:
Lambfell Beg ·
Lambfell (Moar) Cottage ·
Cronk-y-Voddy (Cronk-y-Voddy Straight) ·
Cronk-y-Voddy Cross Roads ·
Molyneux's ·
Cronk Bane Farm ·
11th Milestone ·
12e mijl:
Drinkwater's Bend ·
Handley's Corner (Cronk-y-Fedjag, Ballamenagh) ·
12th Milestone ·
13e mijl:
McGuinness's (Shoughlaigue Bridge) ·
Ballaskyr ·
Barregarrow Cross Roads (Cronk Aashen) ·
Barregarrow ·
Little Bray ·
Barregarrow Bottom ·
Cammal Farm ·
Cronk Urleigh ·
13th Milestone ·
14e mijl:
Ballalonna Bridge ·
Westwood Corner ·
Ballakinnag ·
14th Milestone ·
15e mijl:
Douglas Road Corner ·
Glen Wyllin Corner ·
The Mitre ·
Dave Saville Memorial Seat ·
Kirk Michael ·
The White House ·
15th Milestone ·
16e mijl:
Birkin's Bend ·
Rhencullen ·
Bishopscourt ·
Bishopscourt Farm Bends ·
Bishopscourt Straight ·
Orrisdale North ·
16th Milestone ·
17e mijl:
Dub Cottage (Bishop's Dub) ·
Alpine Cottage ·
Balla Cobb ·
17th Milestone ·
18e mijl:
Ballaugh Bridge ·
Ballaugh ·
Gwen's ·
Ballacrye Corner ·
Ballacrye ·
18th Milestone ·
19e mijl:
Quarry Bends ·
Ballavolley ·
Wildlife Park ·
Sulby Straight ·
Half-distance Marker ·
19th Milestone ·
20e mijl:
Sulby ·
Sulby Glen Hotel ·
Sulby Crossroads ·
Sulby Bridge ·
20th Milestone ·
21e mijl:
Ginger Hall ·
Kerrowmoar ·
21st Milestone ·
22e mijl:
Glen Duff ·
Glentramman ·
Temple Corner (Water Through Corner) ·
Glentramman Loop Road ·
Churchtown ·
Caravan ·
22nd Milestone ·
23e mijl:
Lezayre War Memorial ·
Ballakillingan ·
Conker Fields ·
K-tree ·
Sky Hill ·
Milntown Cottage (Pinfold Cottage) ·
Milntown Bridge (Glen Auldyn Bridge) ·
Milntown ·
Gardener's Lane ·
23rd Milestone ·
24e mijl:
Lezayre Road ·
School House Corner (Crossags, Russel's Corner) ·
Parliament Square ·
Queen's Pier Road ·
Ramsey Depot ·
Cruickshanks Corner ·
May Hill ·
24th Milestone ·
25e mijl:
Whitegates ·
Stella Maris ·
Ramsey Hairpin ·
Little Gooseneck ·
Water Works Corner ·
Ballure Reservoir ·
Mountain Section ·
Tower Bends ·
25th Milestone ·
26e mijl:
Gooseneck ·
Joey's (26th Milestone) ·
27e mijl:
Guthrie's Memorial ·
The Cutting ·
27th Milestone ·
28e mijl:
Milligan's Bridge ·
Mountain Mile ·
28th Milestone ·
29e mijl:
Three-Quarter distance marker ·
Mountain Box (East Mountain Gate, East Snaefell Gate) ·
29th Milestone ·
30e mijl:
Casey's (Rice's Corner, George's Folly) ·
Black Hut (Stonebreakers Hut, Shepherd's Hut) ·
John Smyth Memorial Shelter ·
Verandah ·
30th Milestone ·
31e mijl:
Bungalow Bridge ·
Stonebridge ·
Les Graham Memorial ·
Bungalow Bends ·
McIntyre Box ·
Murray's Museum ·
Joey Dunlop Memorial ·
The Bungalow ·
31st Milestone ·
32e mijl:
Hailwood's Rise ·
Hailwood's Height ·
Brandywell (West Mountain Gate, Beinn-y-Phott Gate, Bungalow Gate) ·
Duke's (32nd Milestone) ·
33e mijl:
Windy Corner (Nobles Corner) ·
Nobles Park Road ·
Slieu Lhost Quarry ·
Thirty-Third (33rd Milestone) ·
34e mijl:
Keppel Gate (Clarke's Corner) ·
Kate's Cottage (Shepherd's House) ·
34th Milestone ·
35e mijl:
Creg-ny-Baa (the Keppel Hotel) ·
Gob-ny-Geay (Sunny Orchard) ·
35th Milestone ·
36e mijl:
Brandish Corner (Telegraph Hill, O'Donnell's en Upper Hillberry Corner) ·
Hillberry Corner ·
36th Milestone ·
37e mijl:
Glen Dhoo Farm ·
Hillberry Road ·
Cronk-ny-Mona ·
Johnny Watterson's Lane ·
Signpost Corner ·
Bedstead Corner ·
The Nook ·
37th Milestone ·
38e mijl:
Bemahague ·
Governor's Bridge ·
Governor's Dip ·
Glencrutchery Road ·
38th Milestone